# Andy Bown

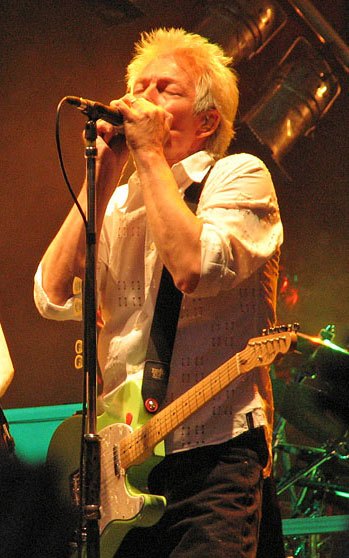
Andy Bown

Andy Bown (officieel: Andrew Steven Bown) (Londen, 27 maart 1946) is een Brits musicus. Hij heeft zich gespecialiseerd in het spelen van keyboard en basgitaar.

## Carrière
Bowns eerste band was The Herd. Daarna speelde hij basgitaar voor Peter Frampton in de jaren 70. Hij begon pas in 1973 keyboard te spelen, voor het album Hello! van Status Quo. Andrew Bown kwam in 1976 officieel bij deze band. Hij maakte in die tijd ook een eigen single, New York Satyricon Zany. In 1979 maakte hij de single Another Shipwreck, die in Nederland niet verder kwam dan een tipnotering. Bown was de basgitarist van de Surrogate Band tijdens de The Wall-tour van Pink Floyd. Voor deze band was hij ook toetsenist. Bown speelt nog altijd keyboard, gitaar en mondharmonica bij Status Quo. Ook speelt hij drums, al noemt hij zichzelf de slechtste drummer ter wereld.
- Bibsys: 5047406
- Biblioteca Nacional de España: XX1734032
- Bibliothèque nationale de France: cb13891766x (data)
- Gemeinsame Normdatei: 1146326017
- International Standard Name Identifier: 0000 0003 7419 5173
- Library of Congress Control Number: n93114015
- MusicBrainz: 7e4e90ce-37dc-496e-bbf3-4bd924830279
- Nationale Bibliotheek van Tsjechië: xx0089137
- Virtual International Authority File: 87510823
- WorldCat: E39PBJhMp4v7VcdjHcTT8ph4MP